# Arquebisbat de Rossano-Cariati

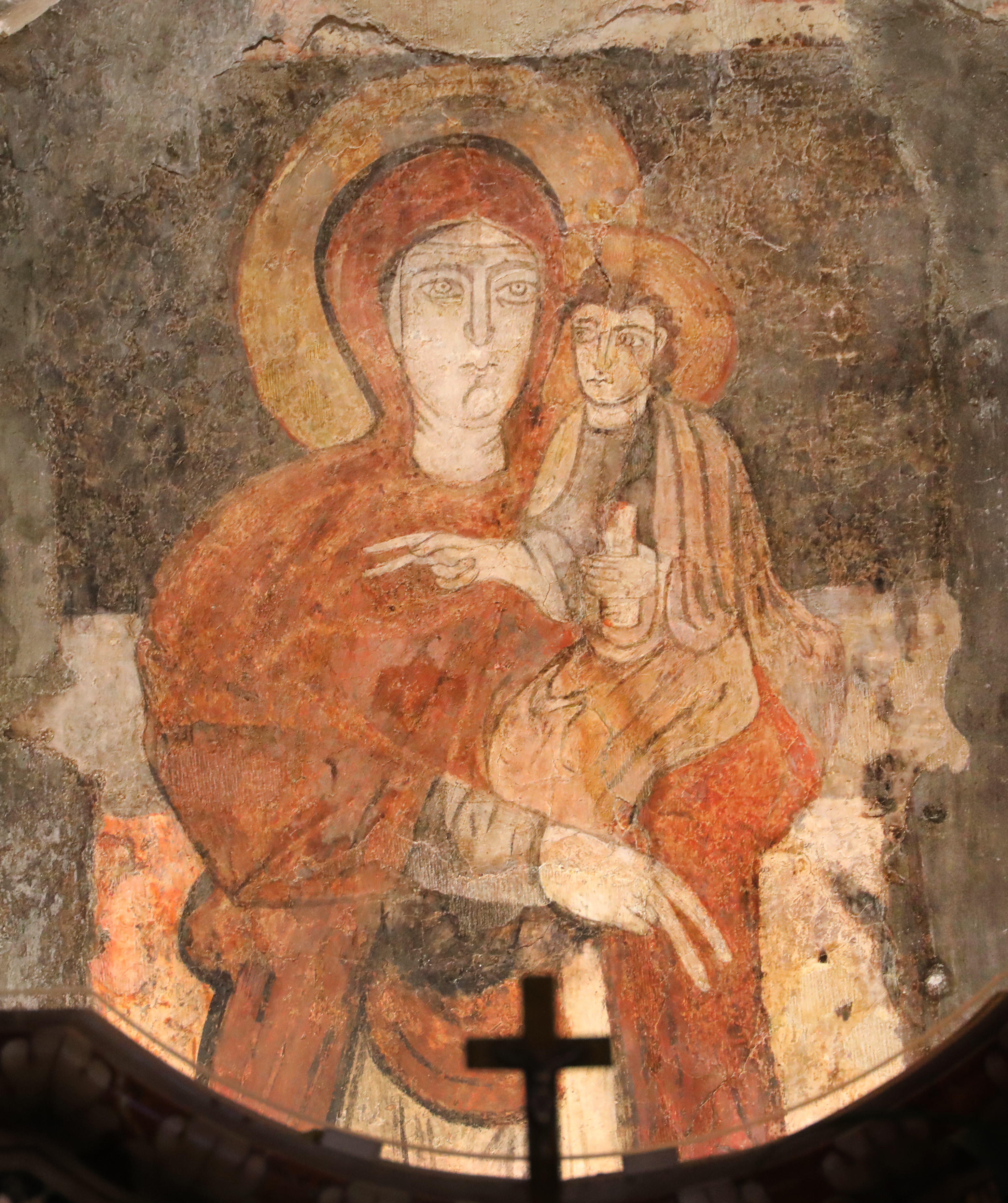
Quadre amb la imatge de Maria Santissima Achiropita a la catedral homònima de Rossano

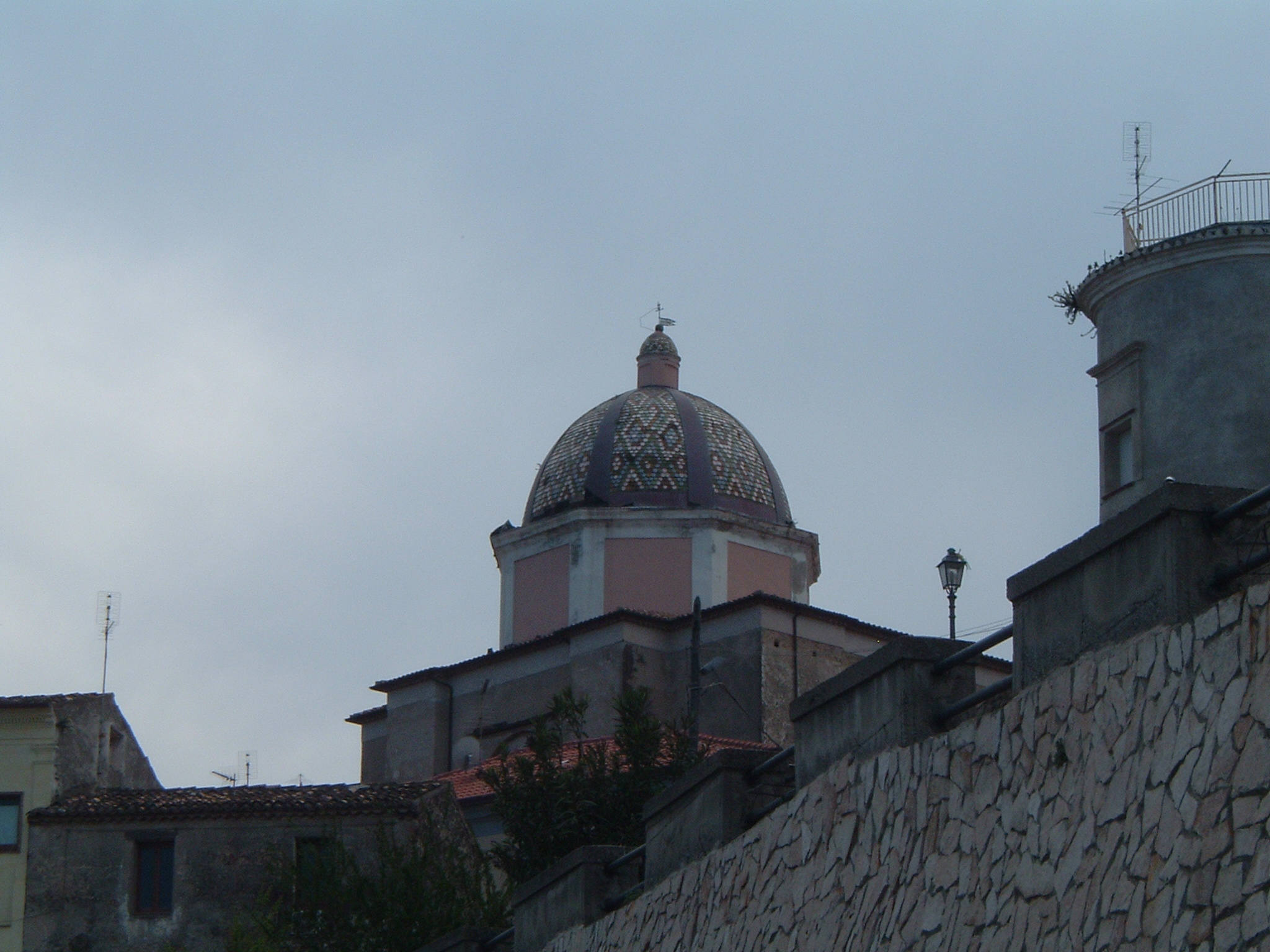
Cúpula de la cocatedral de San Michele Arcangelo de Cariati

L'arquebisbat de Rossano-Cariati (italià: arcidiocesi di Rossano-Cariati; llatí: Archidioecesis Rossanensis-Cariatensis) és una seu de l'Església catòlica, sufragània de l'arquebisbat de Cosenza-Bisignano, que pertany a la regió eclesiàstica Calàbria. El 2010 tenia 135.000 batejats d'un total de 137.500 habitants. Actualment està regida per l'arquebisbe Giuseppe Satriano.

## Territori
L'arxidiòcesi comprèn 19 municipis de la província de Cosenza.
La seu arxiepiscopal és la ciutat de Rossano, on es troba la catedral de Maria Santissima Achiropita. A Cariati sorgeix la cocatedral de San Michele arcangelo.
El territori està dividit en 53 parròquies.

## Història

### Cariati
Al segle xiv es va erigir la diòcesi de Cariati. El primer bisbe conegut que ostentà el títol de Cariati va ser Nicola el 1342, que va ser bisbe de Cerenzia. Posteriorment la diòcesi va decaure i va ser de nou erigida al voltant d'un segle més tard pel Papa Eugeni IV (1431-1447), unida aeque principaliter amb la diòcesi de Ceredigion. Va ser sufragània de l'arxidiòcesi de Santa Severina.
El 27 de juny de 1818 amb la butlla De utiliori del Papa Pius VII es van abolir les diòcesis de Cerenzia, de Strongoli i d'Umbriatico; i el seu territori va ser incorporat a la diòcesi de Cariati, que seguia sent l'única sufragània de Santa Severina.
El 6 de gener de 1952 amb la butlla Romanis Pontificibus del Papa Pius XII va ser suprimida la província eclesiàstica de Santa Severina; i Cariati va quedar subjecta a la seu metropolitana de Reggio Calàbria.
El 4 d'abril de 1979 amb la butlla Quo aptius del Papa Joan Pau II, la diòcesi de Cariati va ser unida aeque principaliter a l'arxidiòcesi de Rossano. Amb la mateixa butlla Cariati va donar el territori de setze municipis a l'arxidiòcesi de Crotone.

### Rossano
La diòcesi de Rossano va ser erigida en els temps antics. El primer bisbe conegut, Saturnino (nom d'origen llatí), que data de l'última part del segle vii. El proper bisbe és d'origen grec: Cosma, esmentat al 820. En l'època romana d'Orient, Rossano era sufragània de l'arxidiòcesi de Reggio, tal com apareix al Notitia Episcopatuum elaborat per l'emperador romà d'Orient Lleó VI (886-912), que data de principis del segle x (vers 901-902).
Al segle xii incorporà els territoris de la suprimida diòcesi de Thurio.
En 1460 la diòcesi de Rossano va ser elevada al rang d'arxidiòcesi immediatament subjecta a la Santa Seu. Segons alguns estudiosos va ser seu metropolitana, però no tenia seus sufragànies, si bé Cariati heretà de Cerenzia la supressió de l'arxidiòcesi de Santa Severina. En qualsevol cas, els arquebisbes de Rossano reclamaren al segle XV els drets metropolitans de la diòcesi de Cariati.
Al voltant de 1481 l'arxidiòcesi de Rossano va ser una de les últimes diòcesis calabreses a abandonar el ritu bizantí, que havia adoptat des del segle ix.
Després del concordat entre la Santa Seu i el Regne de les Dues Sicílies de 1818, Rossano es va mantenir com a seu arquebisbal sense sufragània. Més tard, a l'Annuario Pontificio apareix com a immediatament subjecta a la Santa Seu.
El 20 d'octubre 1860 l'arquebisbe de Rossano Pietro Cilento va ser empresonat per haver convidat a votar a través d'un telegrama, el clergat i el poble de l'arxidiòcesi, no al plebiscit d'annexió al Regne de Sardenya. Va ser excarcerat el 16 de desembre de 1860, però no va tornar a Rossano fins al 1867.

### Rossano-Cariati
El 30 de setembre de 1986 amb el decret Instantibus votis de la Congregació per als Bisbes, les dues seus de Rossano i Cariati, ja unida aeque principaliter des de 1979 es van unir amb la fórmula de plena unione i la nova circumscripció eclesiàstica va assumir el seu nom actual, convertint-se en sufragània de l'arxidiòcesi de Reggio Calàbria-Bova.
El 30 de gener de 2001, la diòcesi passà a formar part de la província eclesiàstica de l'arquebisbat de Cosenza-Bisignano.

## Cronologia episcopal

### Seu de Rossano
- Saturnino † (citat el 680)
- Cosma I † (citat el 820)
- Dionigi † (citat el 1123)
- Cosma II † (1186 - vers 1197 mort)
- Pasquale † (1198 - 1218 mort)
- Basilio I † (29 d'octubre de 1218 - 1239 mort)
- Basilio II † (8 d'abril de 1239 - ?)
- Elia † (23 de desembre de 1254 - ?)
- Angelo I † (17 de maig de 1266 - 1287)
- Paolo † (14 de febrer de 1287 - finals de 1295)
- Basilio III † (24 d'octubre de 1300 - ?)
- Ruggero † (28 de febrer de 1306 - 1312 mort)
- Gregorio † (27 d'agost de 1312 - ? mort)
- Giacomo † (24 de febrer de 1316 - 1338 mort)
- Giovanni Cosentino † (4 de novembre de 1338 - 1348 mort)
- Gregorio de Decano † (14 de juny de 1348 - 1365 mort)
- Isaia, O.S.B. † (19 de setembre de 1365 - ? mort)
- Giovanni da Gallinaro, O.F.M. † (14 de març de 1373 - 16 de maig de 1373 nomenat bisbe de Monopoli)
- Giovanni III † (16 de maig de 1373 - ? mort)
- Antonio Trara † (23 de gener de 1377 - finals de 1380 mort)
- Nicola † (vers 1385 - 1394 nomenat bisbe de Tricarico)
  - Giovanni Stalloni † (28 d'abril de 1385 - ?) (antibisbe)
  - Roberto Giovanni † (19 d'octubre de 1387 - ?) (antibisbe)
- Gerardo † (13 de febrer de 1394 - 27 de setembre de 1399 nomenat arquebisbe de Santa Severina)
- Nicola † (11 d'octubre de 1399 - 1403 deposat) (per la seconda volta)
- Giovanni V † (31 d'octubre de 1403 - 1405 mort)
- Bartolomeo Gattola † (27 de gener de 1406 - 14 de novembre de 1421 nomenat arquebisbe de Reggio Calàbria)
- Nicola da Cascia, O.F.M. † (20 de maig de 1422 - 1429 mort)
- Angelo II † (25 de febrer de 1429 - 9 de febrer de 1433 nomenat bisbe de Tricarico)
- Stefano da Carrara † (9 de febrer de 1433 - 1434 mort)
- Antonio Roda † (9 d'abril de 1434 - 2 d'octubre de 1442 deposat)
- Nicola de Martino † (27 d'octubre de 1442 - 1447 mort)
- Giacomo della Ratta † (3 d'abril de 1447 - 13 d'octubre de 1451 nomenat arquebisbe de Benevent)
- Domenico de Lagonessa † (7 de gener de 1452 - 1459 mort)
- Matteo de Saraceni, O.F.M. † (28 de febrer de 1460 - 1481 mort)
- Nicola Ippoliti † (5 de setembre de 1481 - 18 de gener de 1493 nomenat bisbe de Città di Castello)
- Giovanni Battista Lagni † (18 de gener de 1493 - vers 1500 mort)
  - Bernardino López de Carvajal † (10 de gener de 1508 - 20 de juny de 1519 dimití) (administrador apostòlic)
  - Juan Rodríguez de Fonseca † (20 de juny de 1519 - 12 de novembre de 1524 mort) (administrador apostòlic)
  - Pompeo Colonna † (23 de juny de 1525 - 3 de juliol de 1525 dimití) (administrador apostòlic)
- Vincenzo Pimpinella † (3 de juliol de 1525 - 13 d'octubre de 1534 mort)
- Francesco Colonna † (18 de desembre de 1534 - 22 d'octubre de 1544 nomenat arquebisbe de Tàrent)
- Girolamo Verallo † (14 de novembre de 1544 - 1551 dimití)
- Paolo Emilio Verallo † (1551 - 1 de març de 1553 nomenat bisbe de Capaccio)
- Giovanni Battista Castagna † (1 de març de 1553 - gener de 1573 nomenat nunci apostòlic a Venecia, després elegit papa amb el nom d'Urbà VII)
- Lancillotto Lancillotti † (23 de gener de 1573 - 1580 mort)
- Lelio Giordano † (28 de novembre de 1580 - 1581 mort)
- Silvio Savelli † (26 de gener de 1582 - 1588 dimití)
- Scipione Floccaro † (17 de juliol de 1589 - 26 de setembre de 1592 mort)
- Lucio Sanseverino † (2 de desembre de 1592 - 19 de novembre de 1612 nomenat arquebisbe de Salern)
- Mario Sassi † (26 de novembre de 1612 - 9 de gener de 1615 mort)
- Girolamo Pignatelli, C.R. † (18 de maig de 1615 - 22 de desembre de 1618 mort)
- Ercole Vaccari † (18 de febrer de 1619 - 27 de juliol de 1624 mort)
- Paolo Torelli † (7 d'octubre de 1624 - 1629 dimití)
- Pietro Antonio Spinelli † (28 de maig de 1629 - 9 de desembre de 1645 mort)
- Giacomo Carafa † (18 d'octubre de 1646 - 7 d'abril de 1664 mort)
- Carlo Spinola, O.S.M. † (15 de setembre de 1664 - 6 de gener de 1671 mort)
- Angelo della Noce, O.S.B. † (18 de març de 1671 - 14 de desembre de 1675 dimití)
- Girolamo Orsaja, O.M. † (24 de febrer de 1676 - 13 de juny de 1683 mort)
- Girolamo Compagnone † (5 de febrer de 1685 - 1 de novembre de 1687 mort)
- Andrea de Rossi, C.R. † (31 de maig de 1688 - 30 d'octubre de 1696 mort)
- Andrea Adeodati, O.S.B. † (1 de juliol de 1697 - 7 d'agost de 1713 mort)
- Francesco Maria Muscettola, C.R. † (6 de desembre de 1717 - 16 d'abril de 1738 dimití)
- Stanislao Poliastri † (21 de maig de 1738 - 30 de desembre de 1761 dimití)
- Guglielmo Camaldari † (29 de març de 1762 - 22 d'abril de 1778 mort)
- Andrea Cardamone † (20 de juliol de 1778 - 29 de maig de 1800 mort)
  - Sede vacante (1800-1804)
- Gaetano Paolo de Miceli, P.O. † (29 d'octubre de 1804 - 22 d'octubre de 1813 mort)
  - Sede vacante (1813-1818)
- Carlo Puoti † (6 d'abril de 1818 - 3 de juliol de 1826 nomenat arquebisbe, a títol personal, de Telese e Alife)
- Salvatore de Luca † (9 d'abril de 1827 - 28 d'abril de 1833 mort)
- Brunone Maria Tedesco † (6 d'abril de 1835 - 19 de gener de 1843 mort)
- Pietro Cilento † (22 de juliol de 1844 - 24 de març de 1877 mort)
  - Sede vacante (1877-1889)
- Salvatore Palmieri † (24 de maig de 1889 - 14 de desembre de 1891 nomenat arquebisbe coadjutor de Bríndisi)
- Donato Maria Dell'Olio † (14 de desembre de 1891 - 5 de febrer de 1898 nomenat arquebisbe de Benevent)
- Orazio Mazzella † (24 de març de 1898 - 14 d'abril de 1917 nomenat arquebisbe de Tàrent)
- Giovanni Scotti † (13 de desembre de 1918 - 16 d'octubre de 1930 mort)
- Domenico Marsiglia † (28 de maig de 1931 - 20 de maig de 1948 mort)
- Giovanni Rizzo † (13 de gener de 1949 - 18 de novembre de 1971 jubilat)
- Antonio Cantisani (18 de novembre de 1971 - 31 de juliol de 1980 nomenat arquebisbe de Catanzaro i bisbe de Squillace)
- Serafino Sprovieri (31 de juliol de 1980 - 30 de setembre de 1986 nomenat arquebisbe de Rossano-Cariati)

### Seu de Cariati e Cerenzia
- Giovanni de Volta † (20 de març de 1437 - 1481 mort)
- Pietro Sonnino † (22 d'octubre de 1481 - 26 de gener de 1489 nomenat bisbe de Nicastro)
- Francesco † (26 de gener de 1489 - 1500 mort)
- Girolamo Candido, O.F.M. † (20 de novembre de 1500 - 1504 mort)
  - Francesco Dentici † (7 de març de 1504 - 1505 mort) (bisbe electe)
- Martino de Lignano, O.P. † (6 d'octubre de 1505 - 1506 mort)
- Giovanni Sarsali † (12 d'agost de 1506 - finals de 1512)
- Tommaso Cortesi † (? - 1520 dimití)
- Antonio Ercolano † (21 de maig de 1520 - finals de 1523)
- Francesco Misasi ? †
- Tommaso Cortesi † (vers 1525 - 3 de març de 1533 nomenat bisbe de Vaison)
- Taddeo de Pepoli, O.S.B.Oliv. † (3 de març de 1533 - 15 de gener de 1535 nomenat bisbe de Carinola)
- Giovanni Canuti † (15 de gener de 1535 - 1543 mort)
- Francesco Monaldi † (1543 - 1545 mort)
- Marco Antonio Falconi † (17 d'abril de 1545 - 1556 mort)
- Federico Fantuzzi † (5 de juliol de 1557 - 1561 mort)
- Alessandro Crivelli † (10 de març de 1561 - 23 de gener de 1568 dimití)
- Pietro Giacomo Malombra † (23 de gener de 1568 - 1573 dimití)
- Sebastiano Maffa † (9 de març de 1573 - 1576 mort)
- Giovanni Battista Ansaldo † (24 d'octubre de 1576 - 1578 mort)
- Tarquinio Prisco † (14 de novembre de 1578 - 1585 mort)
- Cesare Nardo, O.F.M.Conv. † (9 de setembre de 1585 - 1586 mort)
- Properzio Resta, O.F.M.Conv. † (5 de novembre de 1586 - 6 de maig de 1601 mort)
- Filippo Gesualdo, O.F.M.Conv. † (15 d'abril de 1602 - 1619 mort)
- Maurizio Ricci † (8 d'abril de 1619 - 1627 mort)
- Lorenzo Fei † (27 de novembre de 1627 - agost de 1631 mort)
- Francesco Gonzaga, C.R. † (21 de febrer de 1633 - 17 de desembre de 1657 nomenat bisbe de Nola)
- Agazio di Somma † (13 de gener de 1659 - 28 d'abril de 1664 nomenat bisbe de Catanzaro)
- Girolamo Barzellini † (21 de juny de 1664 - 8 d'abril de 1688 mort)
- Sebastiano Delli Frangi † (9 d'agost de 1688 - vers d'octubre de 1714 mort)
- Bartolomeo Porzio † (6 d'abril de 1718 - novembre de 1719 mort)
- Giovanni Andrea Tria † (4 de març de 1720 - 23 de desembre de 1726 nomenat bisbe de Larino)
- Marco Antonio Raimundi † (23 de desembre de 1726 - 22 de setembre de 1732 mort)
- Carlo Ronchi † (19 de desembre de 1732 - 9 de gener de 1764 mort)
- Francesco Maria Trombini † (9 d'abril de 1764 - 28 de juliol de 1785 mort)
  - Sede vacante (1785-1792)
- Felice Antonio De Alessandris † (26 de març de 1792 - 18 de gener de 1802 mort)
  - Sede vacante (1802-1819)

### Seu de Cariati
- Gelasio Serao † (4 de juny de 1819 - 1838 mort)
- Niccola Golia † (11 de juliol de 1839 - 27 d'abril de 1873 mort)
- Pietro Maglione † (15 de juny de 1874 - 18 de desembre de 1876 nomenat bisbe de Capaccio-Vallo)
- Giuseppe Antonio Virdia, O.F.M.Conv. † (12 de març de 1877 - 21 de febrer de 1903 dimití)
- Lorenzo Chieppa † (22 de juny de 1903 - 23 de juny de 1909 nomenat bisbe de Lucera)
- Giovanni Scotti † (21 de febrer de 1911 - 13 de desembre de 1918 nomenat arquebisbe de Rossano)
- Giuseppe Antonio Caruso † (10 de març de 1919 - 26 d'agost de 1927 nomenat bisbe d'Oppido Mamertina)
  - Sede vacante (1927-1936)
- Eugenio Raffaele Faggiano, C.P. † (19 de febrer de 1936 - 25 de setembre de 1956 jubilat)
- Orazio Semeraro † (22 de març de 1957 - 30 d'abril de 1967 nomenat arquebisbe coadjutor de Bríndisi)
- Giuseppe Agostino † (21 de desembre de 1973 - 4 d'abril de 1979 dimití)
- Antonio Cantisani (7 d'abril de 1979 - 31 de juliol de 1980 nomenat arquebisbe de Catanzaro i bisbe de Squillace)
- Serafino Sprovieri (31 de juliol de 1980 - 30 de setembre de 1986 nomenat arquebisbe de Rossano-Cariati)

### Seu de Rossano-Cariati
- Serafino Sprovieri (30 de setembre de 1986 - 25 de novembre de 1991 nomenat arquebisbe de Benevent)
- Andrea Cassone † (26 de març de 1992 - 6 de maig de 2006 jubilat)
- Santo Marcianò (6 de maig de 2006 - 10 d'octubre de 2013 nomenat ordinari militar d'Itàlia)
- Giuseppe Satriano, des del 15 de juliol de 2014

## Estadístiques
A finals del 2010, la diòcesi tenia 135.000 batejats sobre una població de 137.500 persones, equivalent al 98,2% del total.
| any                            | població | població | població | sacerdots | sacerdots       | sacerdots       | sacerdots             | diaques | religiosos | religiosos | parroquies |
| ------------------------------ | -------- | -------- | -------- | --------- | --------------- | --------------- | --------------------- | ------- | ---------- | ---------- | ---------- |
| any                            | batejats | total    | %        | total     | clergat secular | clergat regular | batejats por sacerdot | diaques | homes      | dones      |            |
| arquebisbat de Rossano         |          |          |          |           |                 |                 |                       |         |            |            |            |
| 1950                           | 80.000   | 80.000   | 100,0    | 53        | 49              | 4               | 1.509                 |         | 6          | 60         | 34         |
| 1969                           | 120.600  | 120.800  | 99,8     | 70        | 51              | 19              | 1.722                 |         | 21         | 92         | 42         |
| bisbat de Cariati              |          |          |          |           |                 |                 |                       |         |            |            |            |
| 1950                           | 60.000   | 60.000   | 100,0    | 33        | 33              | -               | 1.818                 |         | -          | 39         | 30         |
| 1959                           | 63.164   | 63.344   | 99,7     | 37        | 28              | 9               | 1.707                 |         | -          | 44         | 30         |
| 1970                           | 72.000   | 72.230   | 99,7     | 37        | 30              | 7               | 1.945                 |         | 7          | 33         | 31         |
| arquebisbat de Rossano-Cariati |          |          |          |           |                 |                 |                       |         |            |            |            |
| 1980                           | 126.079  | 127.979  | 98,5     | 78        | 54              | 24              | 1.616                 |         | 27         | 113        | 57         |
| 1990                           | 134.900  | 135.706  | 99,4     | 75        | 56              | 19              | 1.798                 |         | 22         | 117        | 50         |
| 1999                           | ?        | 133.500  | ?        | 76        | 57              | 19              | ?                     |         | 21         | 105        | ?          |
| 2000                           | 133.000  | 133.398  | 99,7     | 80        | 60              | 20              | 1.662                 |         | 21         | 107        | 50         |
| 2001                           | 133.000  | 133.500  | 99,6     | 81        | 60              | 21              | 1.641                 |         | 22         | 107        | 51         |
| 2002                           | 133.000  | 133.500  | 99,6     | 85        | 63              | 22              | 1.564                 |         | 23         | 105        | 52         |
| 2003                           | 133.000  | 133.500  | 99,6     | 88        | 66              | 22              | 1.511                 |         | 25         | 91         | 52         |
| 2004                           | 133.500  | 134.000  | 99,6     | 89        | 67              | 22              | 1.500                 | 3       | 24         | 91         | 52         |
| 2010                           | 135.000  | 137.500  | 98,2     | 84        | 70              | 14              | 1.607                 | 3       | 15         | 88         | 53         |

### Per Rossano
- Aquest article incorpora fragments d'una publicació que està en domini públic:  «article name needed». A: Charles Herbermann. Catholic Encyclopedia.  Nova York: Robert Appleton, 1913.
- Luca De Rosis, Cenno storico della città di Rossano e delle sue nobili famiglie, Napoli 1838, pp. 123–164 (anglès)
- Pius Bonifacius Gams, Series episcoporum Ecclesiae Catholicae, Leipzig 1931, pp. 917–918 (llatí)
- Konrad Eubel, Hierarchia Catholica Medii Aevi, vol. 1 Arxivat 2019-07-09 a Wayback Machine., pp. 423–424; vol. 2 Arxivat 2018-10-04 a Wayback Machine., p. 224; vol. 3 Arxivat 2019-03-21 a Wayback Machine., p. 286; vol. 4 Arxivat 2018-10-04 a Wayback Machine., p. 297; vol. 5, p. 335; vol. 6, p. 359 (llatí)
- Biografia de Paolo Emilio Verallo (italià)

### Per Cariati
- La diòcesi de Cariati a Catholic Hierarchy (anglès)
- Aquest article incorpora fragments d'una publicació que està en domini públic:  «article name needed». A: Charles Herbermann. Catholic Encyclopedia.  Nova York: Robert Appleton, 1913.
- Vincenzio d'Avino, Cenni storici sulle chiese arcivescovili, vescovili e prelatizie (nullius) del Regno delle Due Sicilie, Napoli 1848, pp. 137–142 (italià)
- Agazio di Somma, Dell'origine dell'Anno Santo, a cura de Pietro De Leo, Soveria Mannelli 2000, p. 20 (italià)
- Pius Bonifacius Gams, Series episcoporum Ecclesiae Catholicae, Leipzig 1931, p. 869 (llatí)
- Konrad Eubel, Hierarchia Catholica Medii Aevi, vol. 1 Arxivat 2019-07-09 a Wayback Machine., p. 261; vol. 2 Arxivat 2018-10-04 a Wayback Machine., p. 158; vol. 3 Arxivat 2019-03-21 a Wayback Machine., p. 202; vol. 4 Arxivat 2018-10-04 a Wayback Machine., p. 135; vol. 5, p. 143; vol. 6, p. 148 (llatí)
- Butlla De utiliori, aBullarii romani continuatio, Tomo XV, Romae 1853, pp. 56–61 (llatí)
- Butlla Romanis Pontificibus, AAS 44 (1952), pp. 516–518 (llatí)